# Лівада (Вранча)
Лівада (рум. Livada) — село у повіті Вранча в Румунії. Входить до складу комуни Мера.
Село розташоване на відстані 162 км на північний схід від Бухареста, 22 км на захід від Фокшан, 94 км на північний захід від Галаца, 102 км на схід від Брашова.

## Населення
За даними перепису населення 2002 року у селі проживала 441 особа, усі — румуни. Усі жителі села рідною мовою назвали румунську.